# 長尾深海鰩
長尾深海鰩（學名：Bathyraja longicauda），為軟骨魚綱鰩目單鰭鰩科深海鰩屬的一種，分布於東南太平洋智利外海海域，深度400至735公尺，體長可達80公分，棲息在深海沙泥底質海域，為底棲性魚類，卵生，雌魚會產下帶有角的卵囊，屬肉食性，生活習性不明。